# دان فرنكل
دان فرنكل (بالهولندية: Daan Frenkel)‏ (و. 1948 – م) هو فيزيائي، وكيميائي، وأستاذ جامعي من مملكة الأراضي المنخفضة .
وهو عضواً في الجمعية الملكية، والأكاديمية الأمريكية للفنون والعلوم، والأكاديمية الملكية الهولندية للفنون والعلوم .

## مناصب وهيئات
أدار جامعة أوتريخت.

## جوائز
حصل على جوائز منها:
- Boltzmann Medal (2016)
- جائزة سبينوزا.